# Stenoglene pellucida
Stenoglene pellucida is een vlinder uit de familie Eupterotidae. De wetenschappelijke naam van deze soort is voor het eerst geldig gepubliceerd in 1924 door Joicey & Talbot.
De soort komt voor in tropisch Afrika.